# مانفرد فون ريشتهوفن

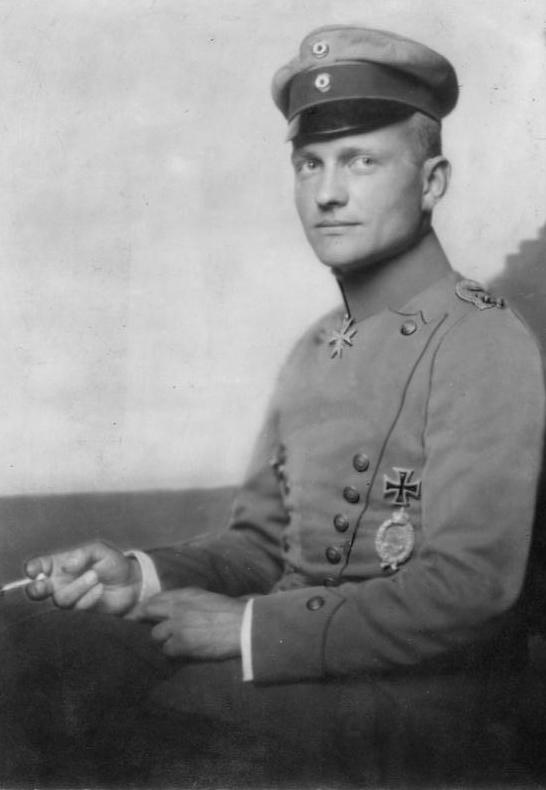
مانفريد فون ريشتهوفين

مانفريد ألبرت فرايهر فون ريتشهوفين (2 مايو 1892 - 21 أبريل 1918) كان طيارًا مقاتلًا ألمانيا، عُرف بلقب «البارون الأحمر». كان أشهر طيار بطل خلال الحرب العالمية الأولى؛ فقد سجل له رسميًا إسقاط أكثر من 80 طائرة من طائرات العدو. كان ريتشهوفين من عائلة أرستقراطية وله عدد من الأقارب المشاهير.

توقيع ريتشهوفين

## الاسم واللقب
فرايهر (بالألمانية:Freiherr) تعني «السيد الحر». وهو ليس اسمًا حقيقيًا يعطى عند الولادة وإنما هو لقب أرستقراطي ألماني، وهو لقب مكافئ للقب البارون في دول أخرى. منه جاء اللقب «البارون الأحمر» التي بالألمانية تترجم إلى  وقد عُرف ريتشهوفين بهذا الاسم حتى في ألمانيا نفسها. لكن خلال حياته عرف ريتشموند بالألمانية باللقب "Der Rote Kampfflieger" تعني الطيار المقاتل الأحمر. استخدم هذا الاسم في سيرة ريتشهوفين الذاتية التي كتبها بنفسه عام 1917.
لريتشموند ألقاب أخرى منها، "Le Diable Rouge" الشيطان الأحمر، و"Le Petit Rouge" «الأحمر الصغير» بالفرنسية. وفي إنجلترا سمى "The Red Knight" «الفارس الأحمر».

## روابط خارجية
- مانفرد فون ريشتهوفن على موقع IMDb (الإنجليزية)
- مانفرد فون ريشتهوفن على موقع الموسوعة البريطانية (الإنجليزية)
- مانفرد فون ريشتهوفن على موقع إن إن دي بي (الإنجليزية)
- مانفرد فون ريشتهوفن على موقع قاعدة بيانات الفيلم (الإنجليزية)
- مانفرد فون ريشتهوفن على موقع كينوبويسك (الروسية)